# Карл III (Лотарингия)
Вижте пояснителната страница за други личности с името Карл III.
Карл III (Лотарингия), наричан Велики, или Шарл III (на немски: Karl III von Lothringen, der Große, на френски: Charles III de Lorraine; * 18 февруари 1543, Нанси, Лотарингия; † 14 май 1608, Нанси) е херцог на Лотарингия (1545 – 1608).

## Живот
Той е най-голямото дете и единствен син на херцог Франц I (1517– 1545) и съпругата му Кристина Датска (1521 – 1590) от Дом Олденбург, дъщеря на крал Кристиан II от Дания и Изабела Бургундска. Майка му е вдовица на Франческо II Сфорца (1495 – 1535), за когото била омъжена от 1533 г.
Баща му умира на 12 юни 1545 г. и майка му Христина поема регентството за малолетния Карл III. Негов опекун до пълнолетието му през 1559 г. е чичо му Никола дьо Водемон.
През ноември 1545 г. лотарингското благородническо събрание решава, че Христина сама трябва да управлява херцогството. На 13 март 1552 г. обаче френският крал Анри II окупира Лотарингия. На 15 април 1552 г. Христина е свалена като регент и изгонена от херцогството. Единадесетгодишният Карл III е заведен в Париж в кралския двор, регентството на Лотарингия отива на Никола Лотарингски.
Карл III се жени на 22 януари 1559 г. в Париж за принцеса Клод дьо Валоа от Франция (* 12 ноември 1542, † 21 февруари 1575), втората дъщеря на френския крал Анри II и Катерина де Медичи. Свързано с женитбата му Карл III получава обратно Лотарингия, но се връща едва през октомври 1559 г. в Нанси, за да поеме сам управлението на херцогството си.
През 1572 г. той основава университет в Понт-а-Мусон (L'université de Pont-à-Mousson), който през 1769 г. е изместен в Нанси.
През 1592 г. крал Анри IV обявява война на Лотарингия. Карл III през 1594 г. сключва мир с френската кралска фамилия и жени сина си Хайнрих II през 1599 г. за Катерина Бурбонска, сестрата на крал Анри IV.
Карл III умира на 65-годишна възраст в Нанси.

## Деца
Карл III и Клод Валоа имат девет деца:
- Анри II Добрия (* 8 ноември 1563, † 31 юли 1624), 5-и херцог на Лотарингия (1608 – 1624), женен от 30 януари 1599 за Катерина Бурбонска
- Христина Лотарингска (* 16 август 1565, † 19 декември 1636), омъжена на 8 декември 1588 за Фердинандо I де Медичи (1549 – 1609), велик херцог на Тоскана
- Шарл Лотарингски (* 1 юли 1567, † 24 ноември 1607), епископ на Мец (1578 – 1607) и Страсбург (1604 – 1607), кардинал
- Антоанета Лотарингска (1568 – 1610), омъжена на 20 юни 1599 за херцог Йохан Вилхелм (1562 – 1609) от Юлих-Клеве-Берг
- Анна (1569 – 1676)
- Франсоа II (* 27 февруари 1572, † 14 октомври 1632), граф на Водемон и 5 дни херцог на Лотарингия (1625), женен от 1597 за Христина от Салм
- Катарина Лотарингска (1573 – 1648), абатеса на Ремирмон
- Елизабета (* 9 октомври 1574, † 4 януари 1635), омъжена на 6 февруари 1595 за Максимилиан I (1573 – 1651), курфюрст на Бавария
- Клод (Клавдия) (1575 – 1576)